# Дзялдово
Дзялдо́во (пол. Działdowo, нім. Soldau) — місто в північно-центральній Польщі, на річці Вкра.
Адміністративний центр Дзялдовського повіту Вармінсько-Мазурського воєводства.
Важливий залізничний вузол на трасі Варшава-Гданськ.

## Демографія
Демографічна структура станом на 31 березня 2011 року:
|          | Загалом | Допрацездатний вік | Працездатний вік | Постпрацездатний вік |
| -------- | ------- | ------------------ | ---------------- | -------------------- |
| Чоловіки | 10433   | 2106               | 7519             | 808                  |
| Жінки    | 11186   | 2025               | 7036             | 2125                 |
| Разом    | 21619   | 4131               | 14555            | 2933                 |